# HD 10481
HD 10481 är en gulvit underjätte eller stjärna i huvudserien i Bildhuggarens stjärnbild.
Stjärnan har visuell magnitud +6,18 och är svagt synlig för blotta ögat vid mycket god seeing.